# 黃肱蛺蝶
黄肱蛺蝶是一種蛺蝶。它們分佈在中美洲及南美洲北部。毛蟲主要在傘樹屬的植物攝食。

## 亞種
現時已知黄肱蛺蝶共有兩個亞種：
- C. d. dirce
- C. d. wolcotti

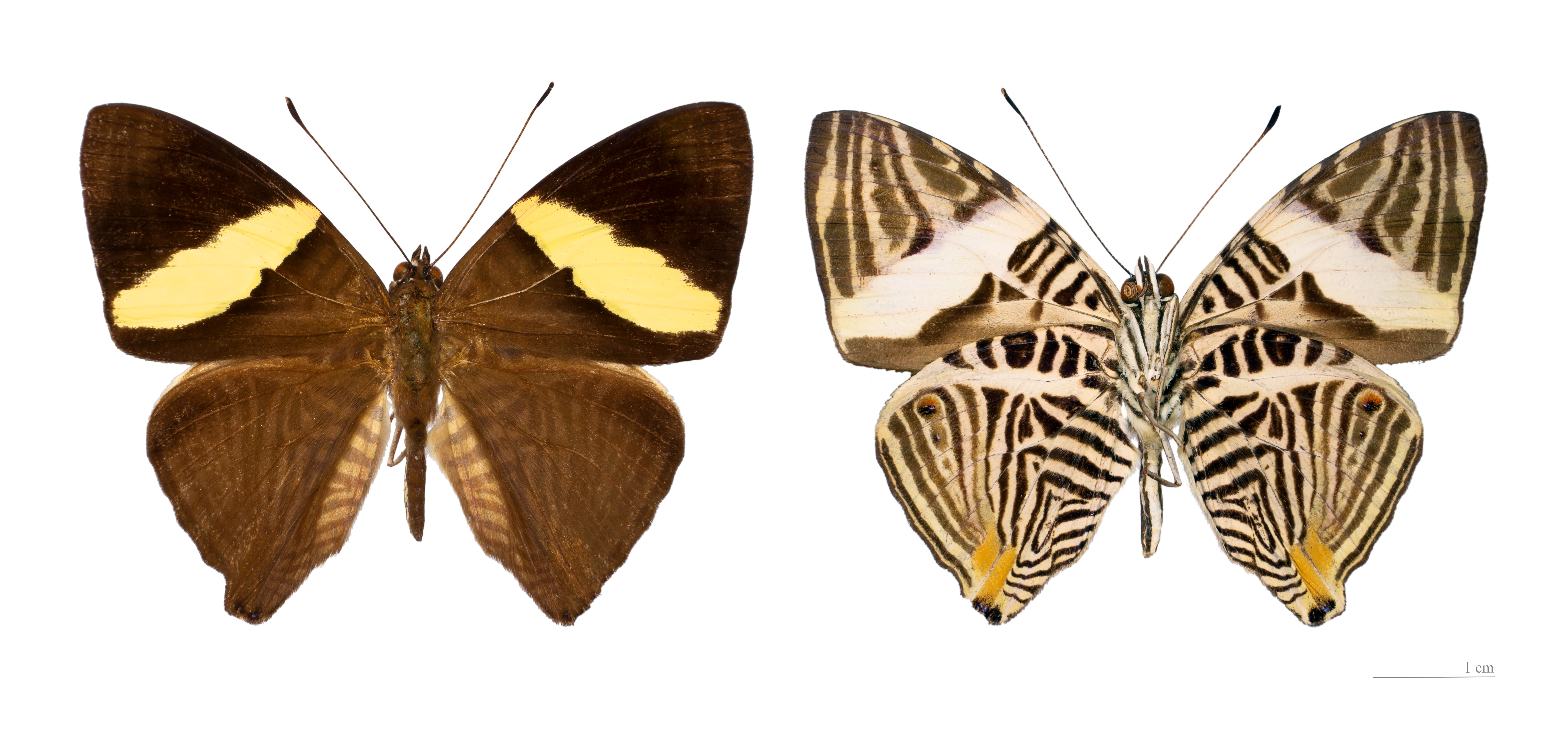
黃肱蛺蝶的指名亞種